# Kadsura marmorata
Kadsura marmorata är en tvåhjärtbladig växtart som först beskrevs av E. G. och A. Henderson, och fick sitt nu gällande namn av A. C. Smith. Kadsura marmorata ingår i släktet Kadsura och familjen Schisandraceae. Inga underarter finns listade.